# Sant Julià de Lòria (miasto)
Sant Julià de Lòria – miasto w południowej Andorze, stolica parafii Sant Julià de Lòria. Według danych z dnia 31 grudnia 2012 roku liczy 7501 mieszkańców.